# Anton Balekdjian
Pour les articles homonymes, voir Balekdjian.
Anton Balekdjian, né le 31 mars 1996 est un acteur et réalisateur français.

## Biographie
Fils de Frédéric Balekdjian, Anton Balekdjian prend des cours de théâtre avec Thierry Brouard[réf. nécessaire].
Il obtient à l'âge de 10 ans un petit rôle dans le film Big City de Djamel Bensalah. Deux ans plus tard, le jeune acteur tient un rôle principal dans Un monde à nous auprès d'Édouard Baer et de son père qui réalise le film. Il joue aussi dans Celle que j'aime de Élie Chouraqui.
Après des études littéraires, il intègre, en 2017, le département Scénario de la CinéFabrique. C'est au cours de ses études qu'il rencontre Léo Couture et Mattéo Eustachon avec lesquels il réalise, à l'issue de leur diplôme en 2020, son premier long métrage, Mourir à Ibiza (Un film en trois étés).

## Filmographie

### Acteur
- 2007 : Big City de Djamel Bensalah : Wilburt
- 2008 : Un monde à nous de Frédéric Balekdjian : Noé
- 2009 : Celle que j'aime d'Élie Chouraqui : Achile
- 2011 : Une pure affaire d'Alexandre Coffre : Sam

### Réalisateur
- 2022 : Mourir à Ibiza (Un film en trois étés), coréalisé avec Léo Couture et Mattéo Eustachon
- 2025 : Laurent dans le vent, coréalisé avec Léo Couture et Mattéo Eustachon

## Distinctions

### Nomination
- Révélation masculine de l'année aux Lumières de la presse internationale pour son rôle dans Un monde à nous de Frédéric Balekdjian[2]